# 4378 Voigt
4378 Voigt este un asteroid din centura principală, descoperit pe 14 mai 1988 de Werner Landgraf.